# Alexander Tschäppät
Alexander Tschäppät (Berna, 16 de abril de 1952- 4 de mayo de 2018) fue un político suizo, que se desempeñó como alcalde (Stadtpräsident) de la ciudad de Berna. Tschäppät fue miembro del Partido Socialista Suizo. Fue miembro del Consejo Nacional suizo desde 1991 hasta 2003 y nuevamente de 2011 hasta 2018. Fue elegido alcalde de Berna en 2005.